# Selz
Die Selz ist ein 61 km langer, südlicher und linker Nebenfluss des Rheins und eines der Hauptgewässer in Rheinhessen. Sie fließt im Rheinhessischen Tafel- und Hügelland in Rheinland-Pfalz durch den pfälzischen Donnersbergkreis sowie die rheinhessischen Landkreise Alzey-Worms und Mainz-Bingen.
Mit einer Abflussspende von nur 2 l/(s·km²) gehört das Einzugsgebiet der im Windschatten des Nordpfälzer Berglands fließenden Selz zu den wasserärmsten in Deutschland. Ihr mittlerer Abfluss beträgt 0,77 m³/s bei einer Schwankungsbreite von 0,3 bis 20 m³/s.

## Name
Erstmals urkundlich erwähnt wurde das Gewässer im Jahr 764 als super fluuium Salusiam. Da an der Selz keine Salzgewinnung nachgewiesen wurde, dürfte sich der Name vom urkeltischen Wort *salā für „Schmutz“ oder althochdeutsch salo „dunkel“ ableiten und Bezug auf die Farbe des Wassers nehmen.

## Geographie

### Verlauf
Die Selz entspringt in der Nordpfalz am Westrand des Alzeyer Hügellands, einem Teil des Rheinhessischen Tafel- und Hügellands. Ihre Quelle liegt auf 319 m Höhe beim Nordostrand von Orbis nahe der bei der Ortschaft verlaufenden Nahtlinie zum westlich angrenzenden Nordpfälzer Bergland an einem Feldweg, der die Wohngebietsstraße Weedeweg fortsetzt; der Quellbereich ist ausgeschildert und offen zugänglich.
Etwa 30 km weit fließt die Selz in nordöstlicher Richtung. Dabei passiert sie anfangs Morschheim nördlich und nach 3 km die Grenze zwischen der Nordpfalz und Rheinhessen. Nach weiteren 8 km Fließstrecke, nach Durchfließen von Mauchenheim, Einmünden des Steinbachs und erstmaligem Unterqueren der Bundesautobahn 63 verläuft die Selz durch den Kernort der Kleinstadt Alzey. Dort durchfließt sie zuerst den Alzeyer Stausee, dann die Ortschaft – größtenteils verrohrt unterirdisch. Direkt anschließend unterquert sie die Bundesautobahn 61.
Unterhalb des Alzeyer Kerngebiets passiert die Selz den Stadtteil Schafhausen, wonach die Weidas einmündet, Framersheim, Gau-Köngernheim und Gau-Odernheim. Von dort wendet sie sich ein kurzes Stück nach Nordwesten, dann wieder nach Nordosten und nimmt den Heimersheimer Bach auf. Dann passiert oder durchläuft sie die Ortsgemeinden Bechtolsheim und Friesenheim und, während eines kurzen nordwärts gerichteten Verlaufsabschnitts, Köngernheim, wo der Goldbach einmündet. Nach ungefähr der Hälfte ihres Laufweges durch das Rheinhessische Tafel- und Hügelland knickt sie bei Selzen – nach einer u-förmigen Flussschleife – nach Westnordwesten ab.
Anschließend passiert die Selz Hahnheim und den Wahlheimer Hof. Fortan fließt sie nach Norden und dabei, nach Einmünden des Saulheimer Bachs, durch Nieder-Olm. Anschließend unterquert sie, unmittelbar nach einem Knick in Richtung Westen, zum zweiten und letzten Mal die Bundesautobahn 63. Kurz darauf verläuft die Selz durch Stadecken-Elsheim. Nordwestwärts gerichtet passiert sie im Ingelheimer Grund Schwabenheim an der Selz, Bubenheim, Großwinternheim und Ingelheim am Rhein.
Dann unterquert die Selz die Bundesautobahn 60 und durchquert das Betriebsgelände der Firma Boehringer Ingelheim, um 2,3 Flusskilometer unterhalb davon beim nördlichen Ingelheimer Stadtteil Frei-Weinheim (Ingelheim-Nord) auf etwa 80 m Höhe in den dort von Ostnordosten kommenden Rhein zu münden.

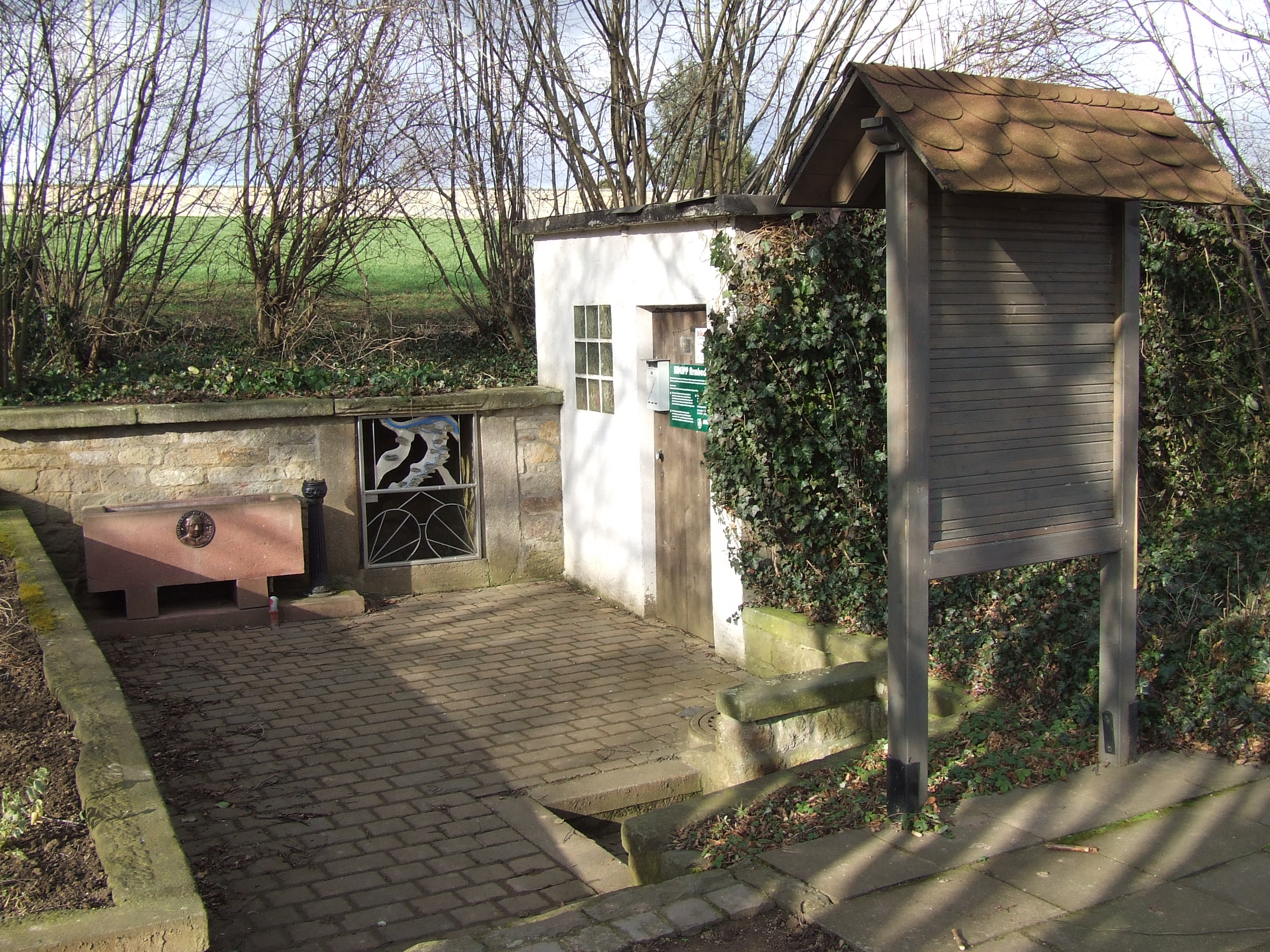
Quelle bei Orbis
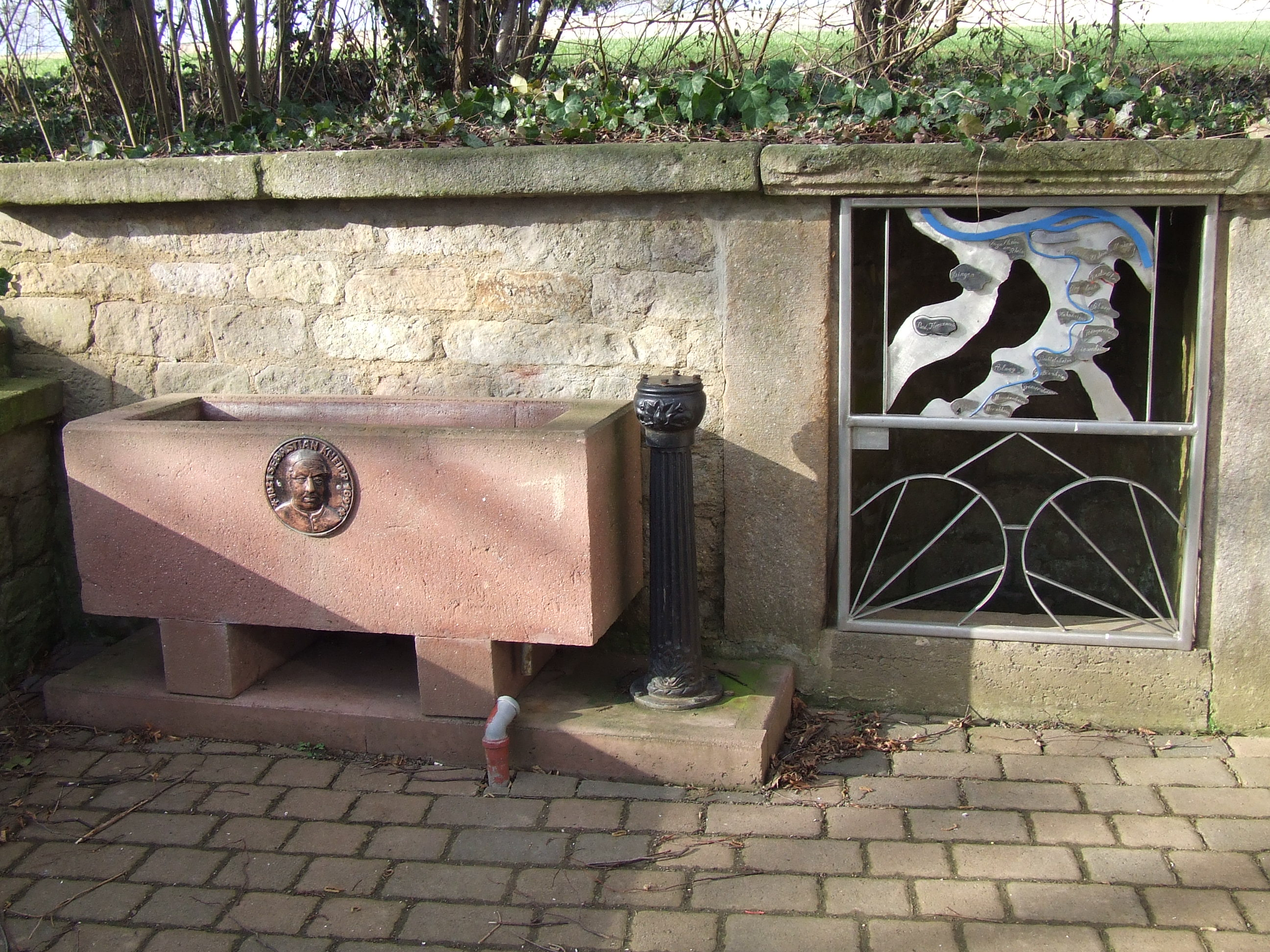
Quelle mit Kneipp-Becken und Verlaufsplan
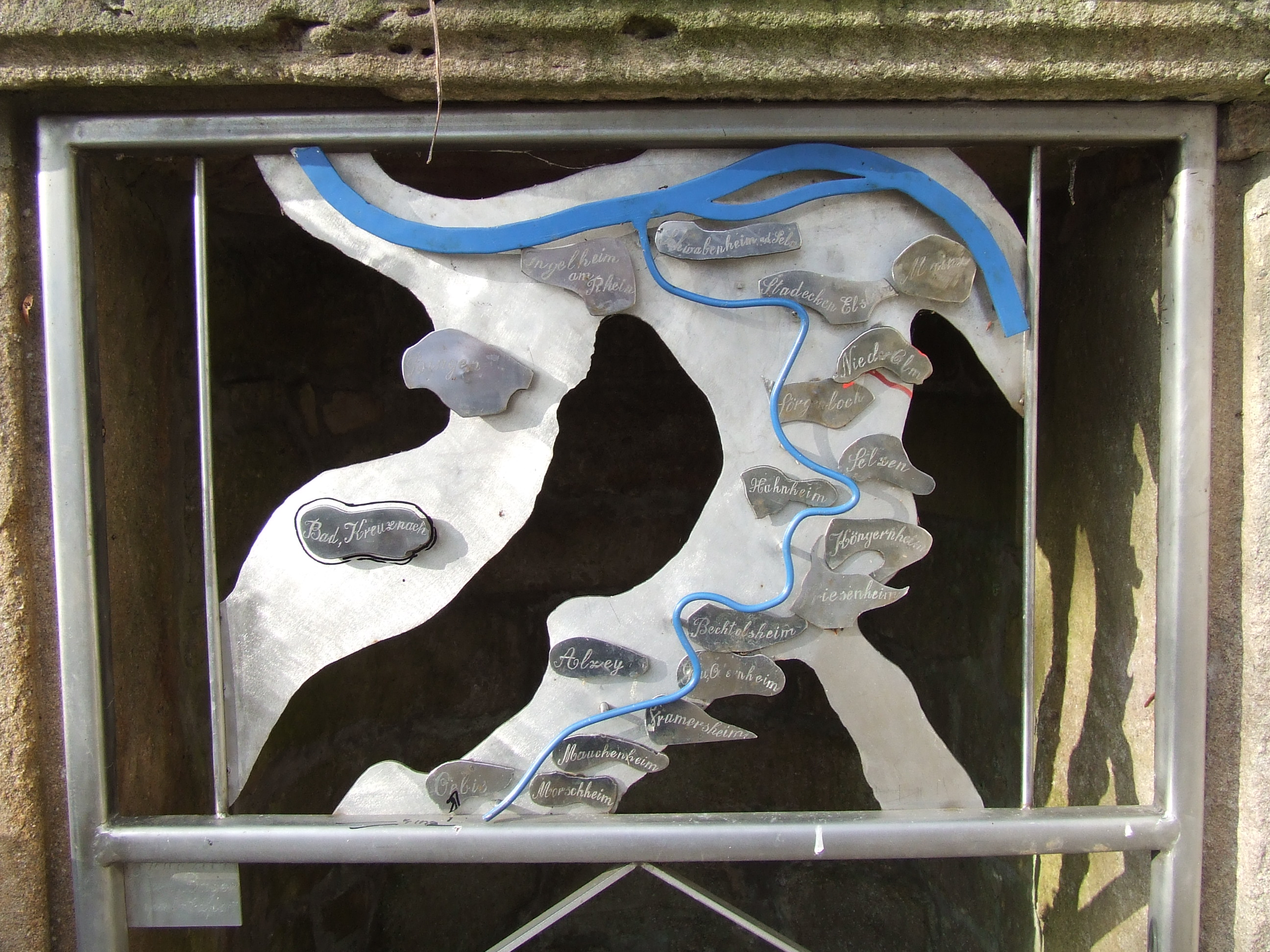
Verlaufsplan vergrößert
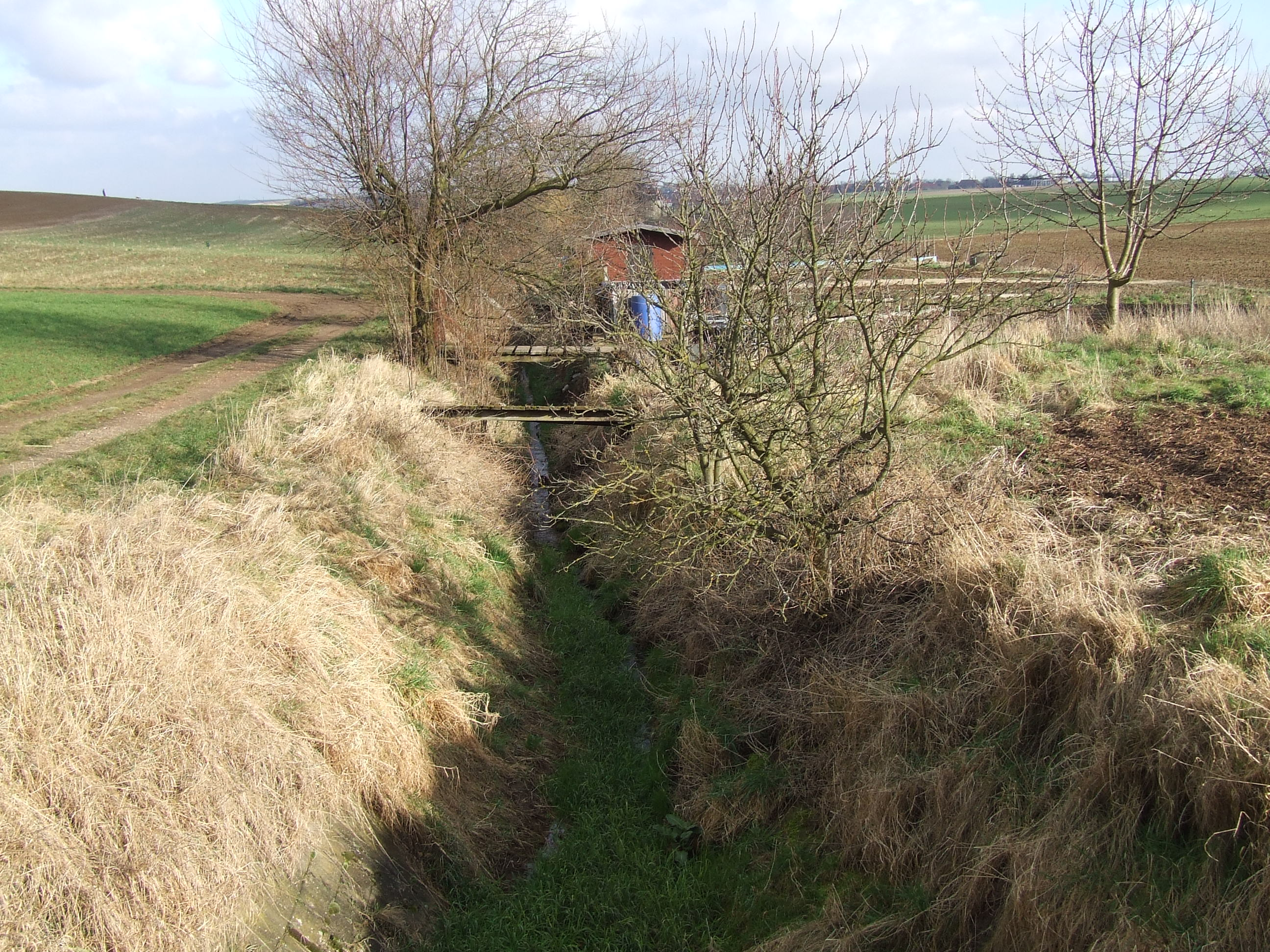
Anfangs eher Graben als Fluss
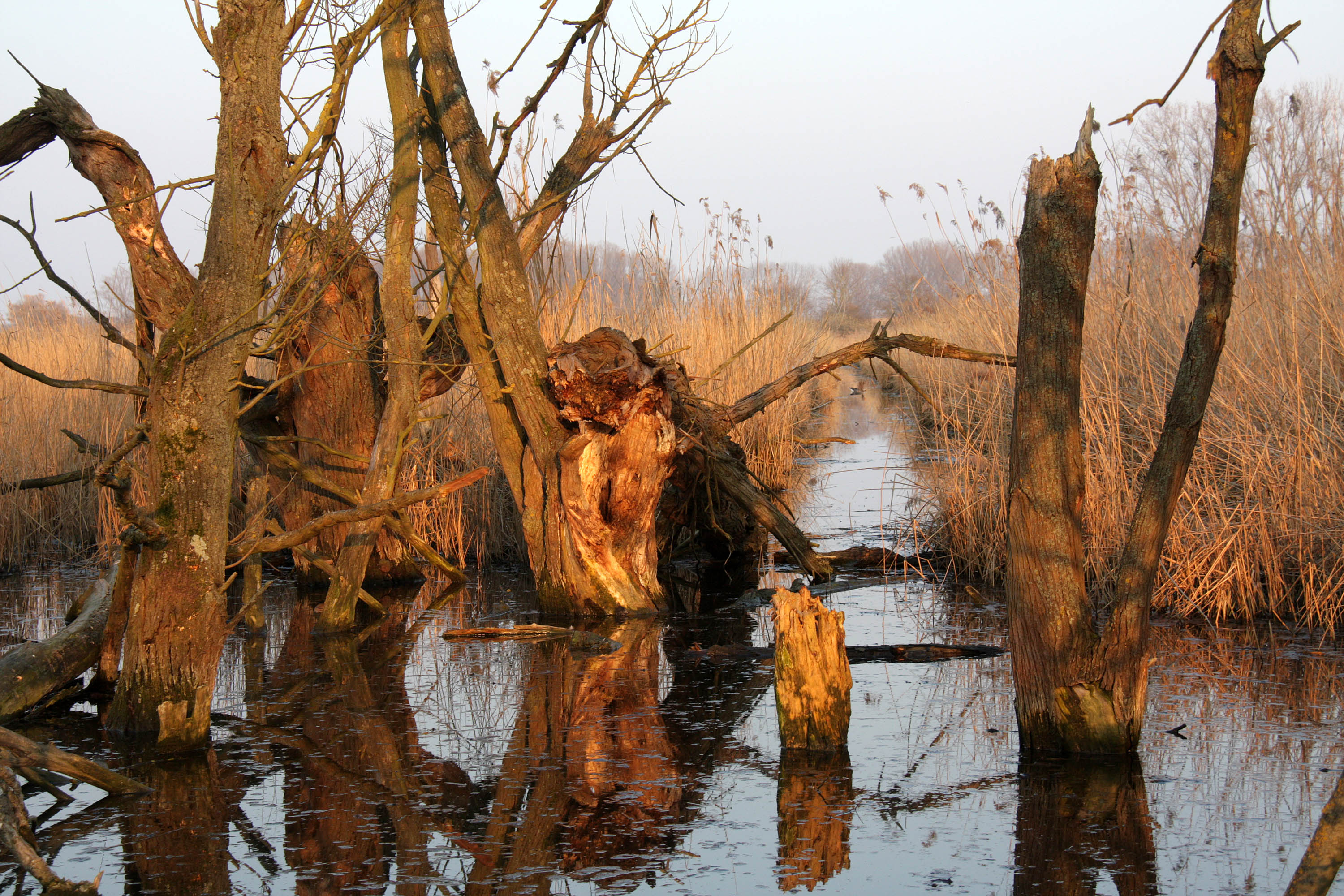
Naturschutzgebiet Hahnheimer Bruch
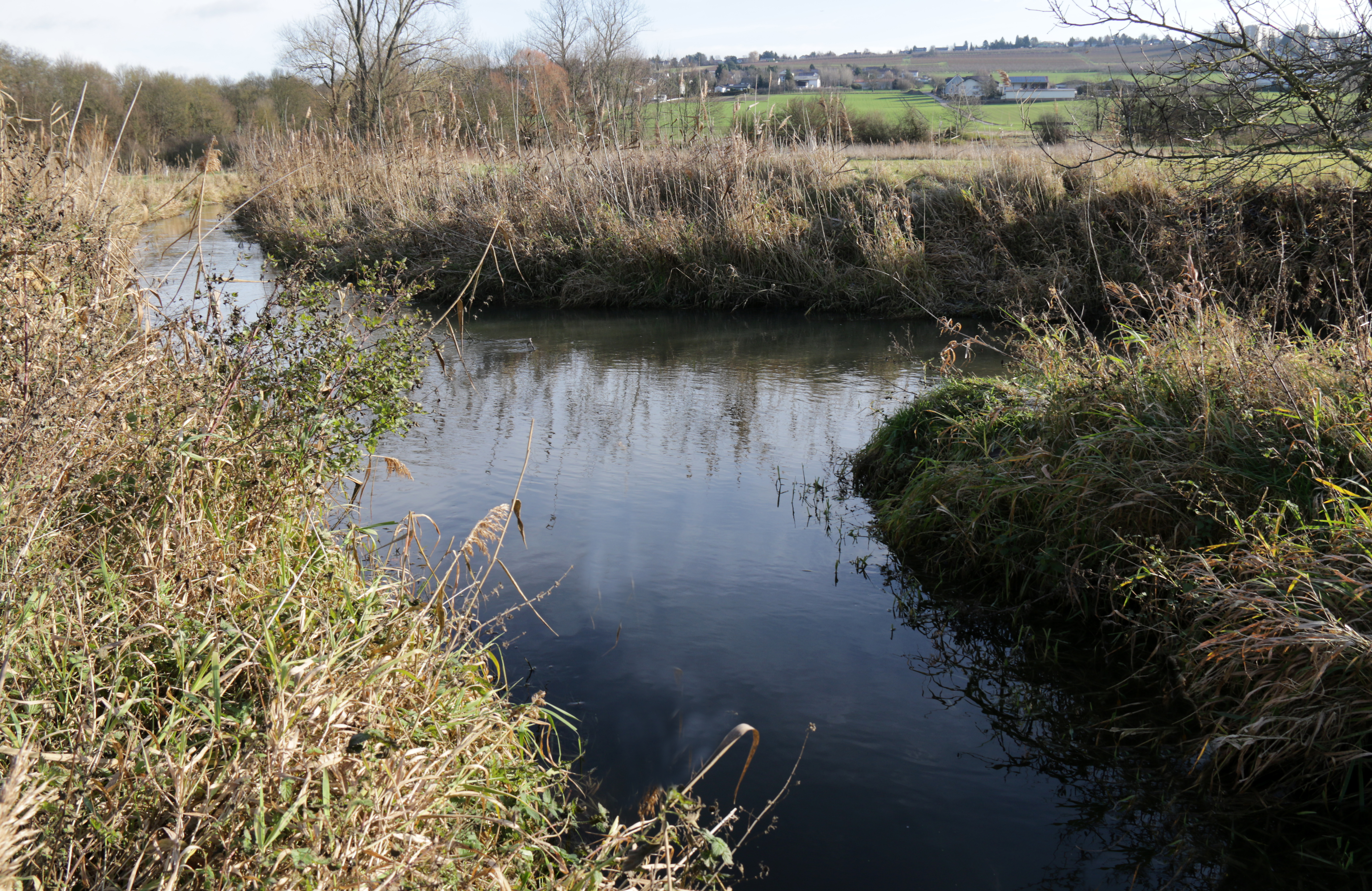
Saulheimer Bach, Mündung in die Selz
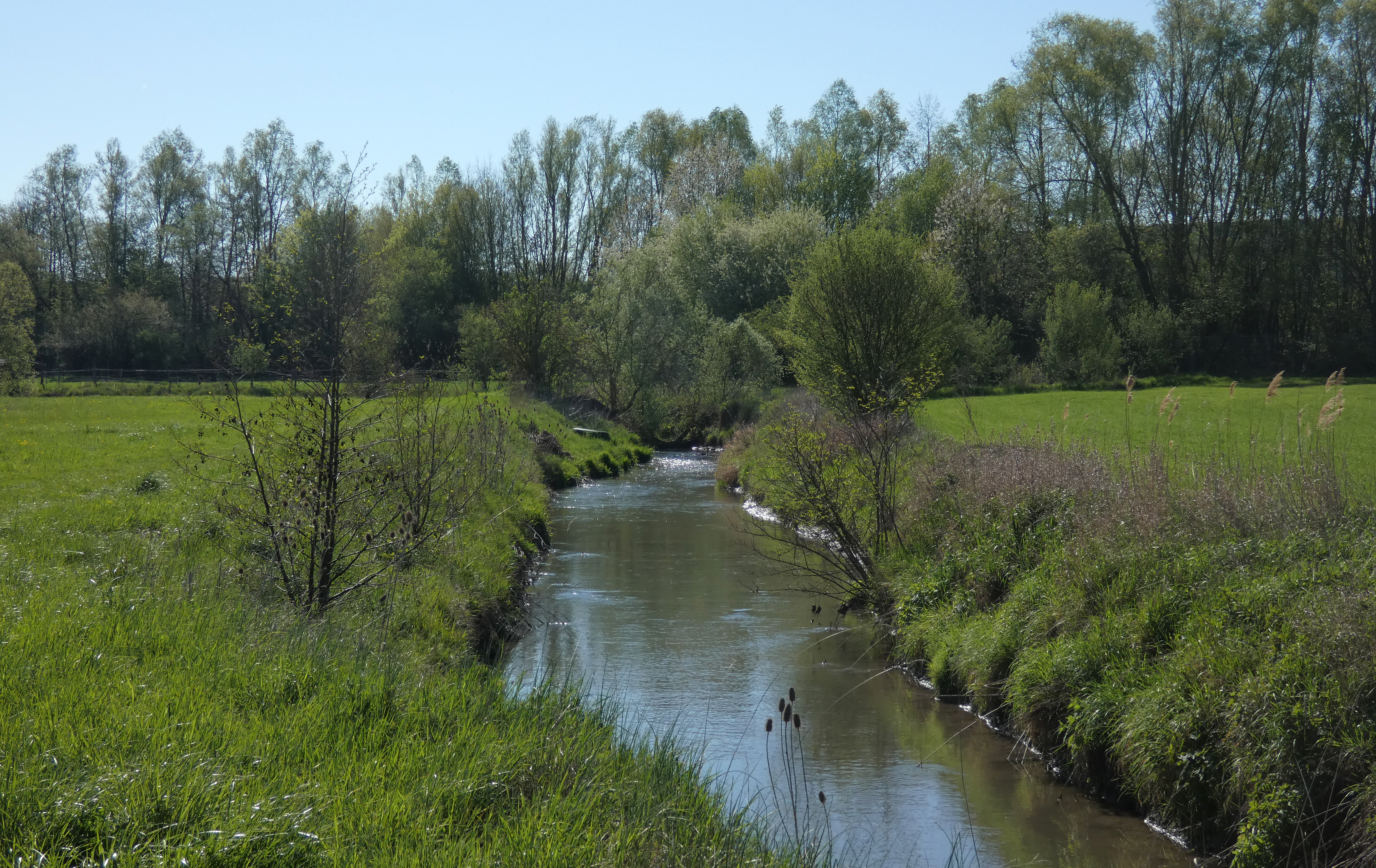
Naturschutzgebiet In der Au bei Essenheim
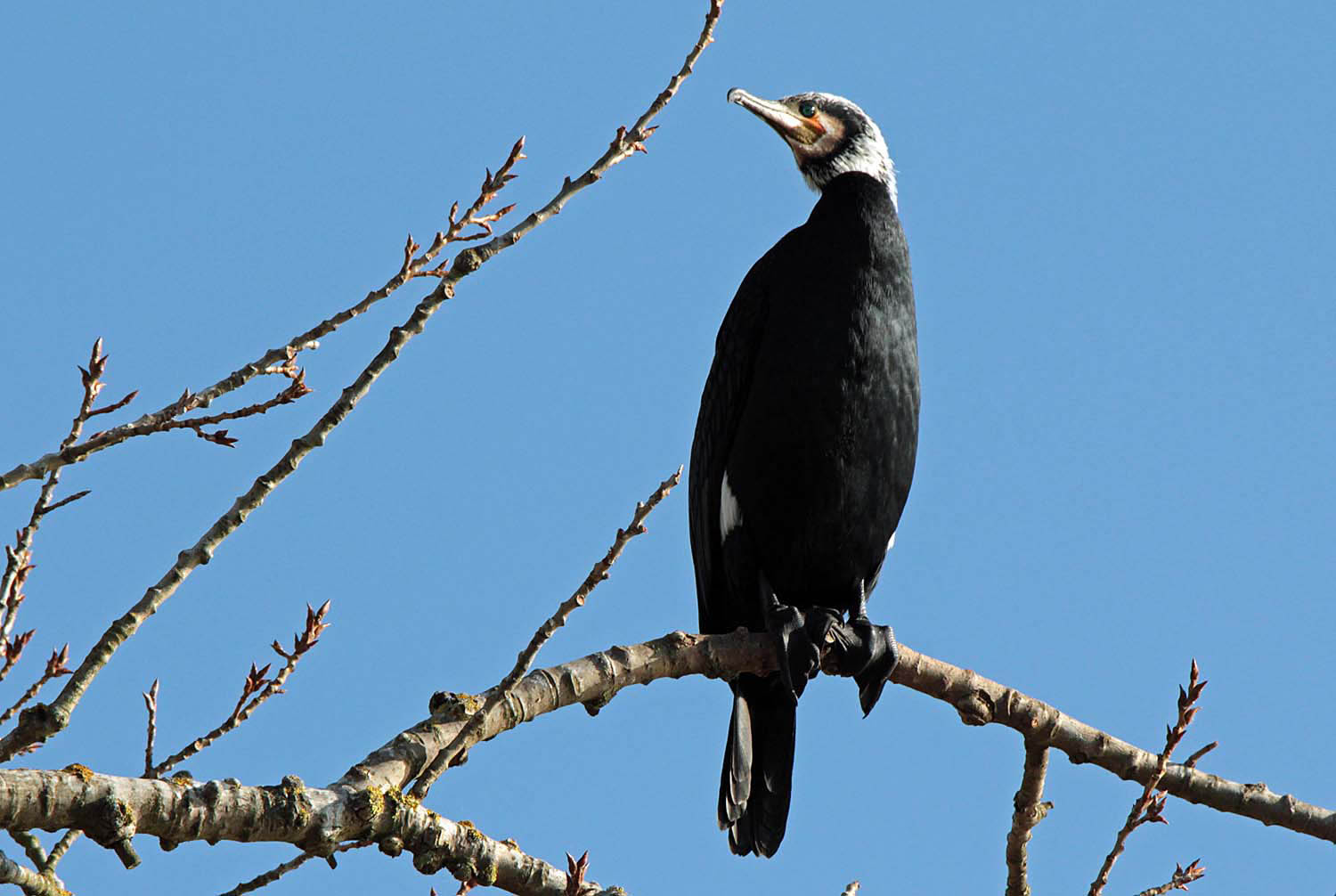
Nach Renaturierung wieder zurück: Tierarten wie der Kormoran
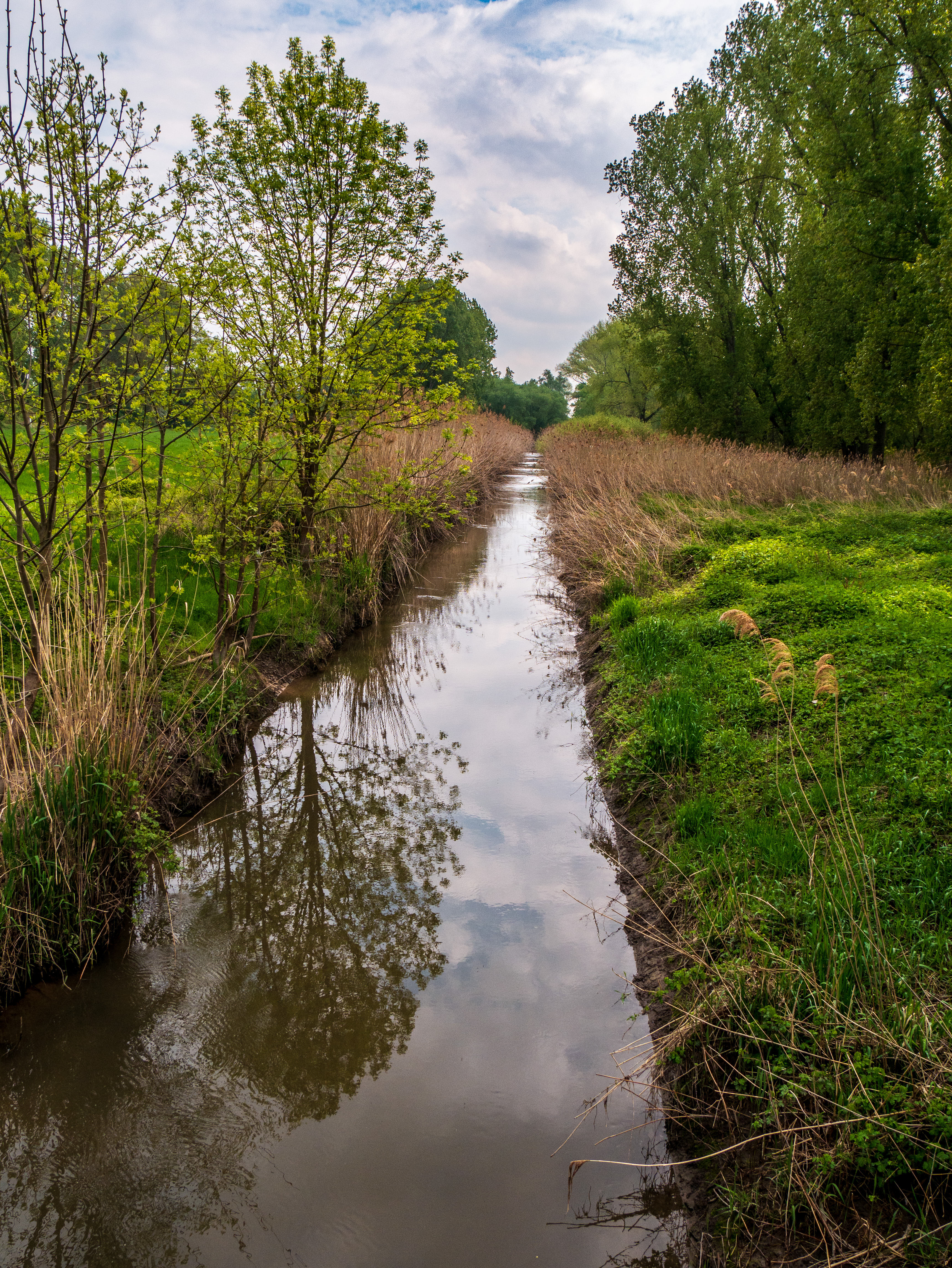
Selz kurz vor der Mündung in den Rhein
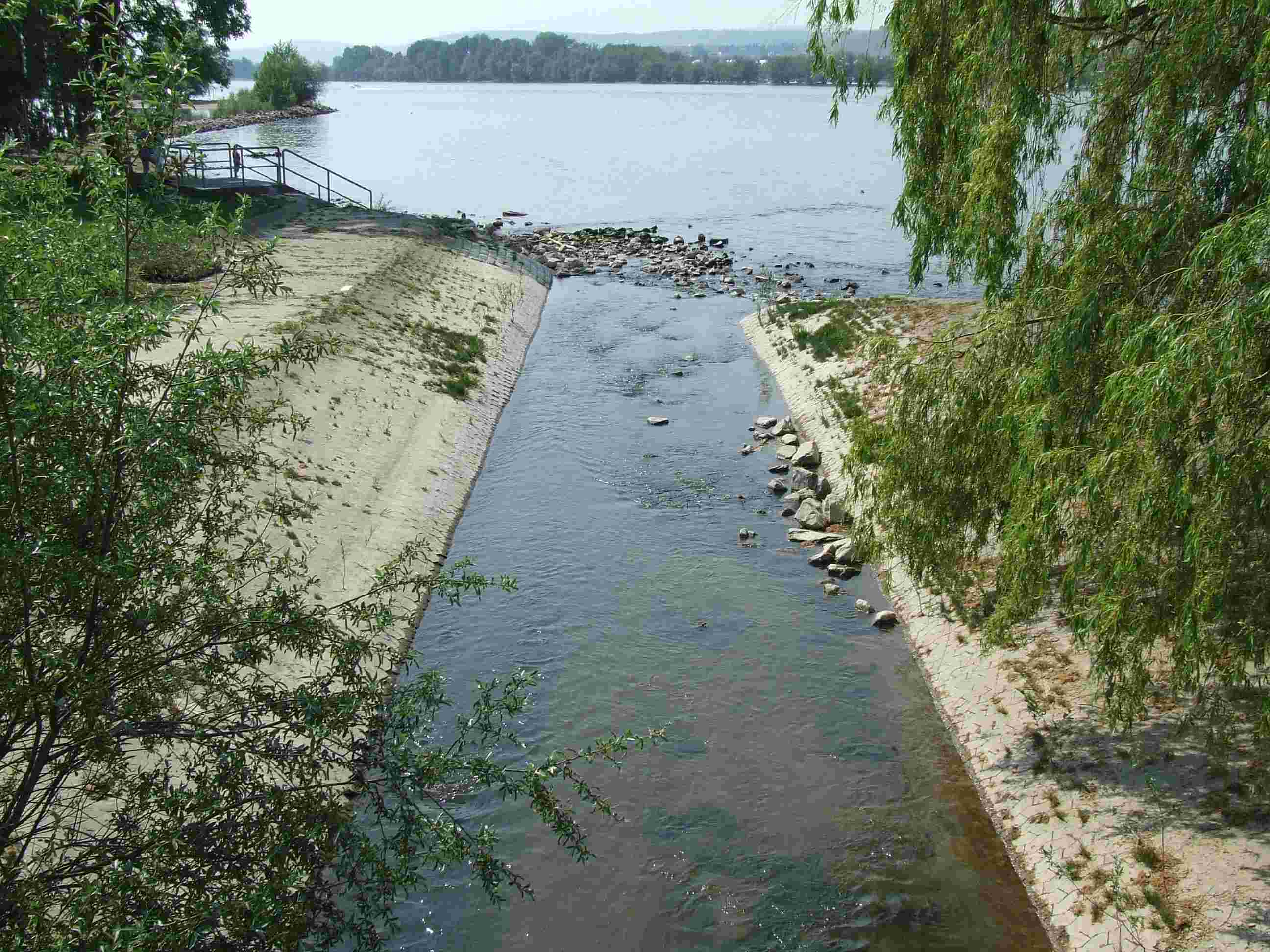
Mündung der Selz in den Rhein…
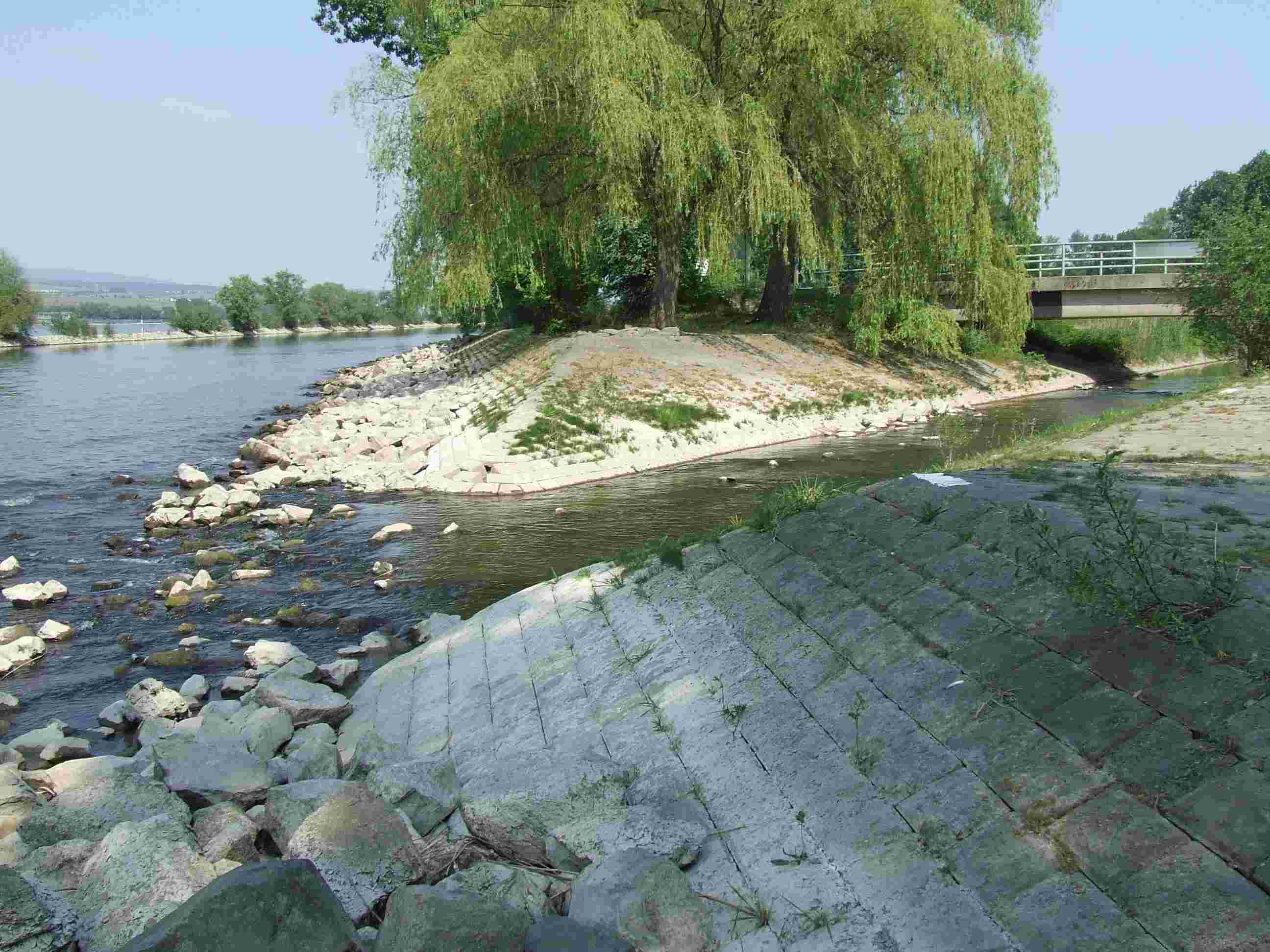
…bei Frei-Weinheim (Ingelheim-Nord)

### Zuflüsse
Folgende Zuflüsse der Selz sind mit Fließgewässerkennziffer erfasst:
| Name                                                   | Seite  | Länge [km] | EZG [km²] | Mündung auf km | Mündungsort                           | GKZ       |
| ------------------------------------------------------ | ------ | ---------- | --------- | -------------- | ------------------------------------- | --------- |
| Viermorgengraben                                       | rechts | 0,54       | 0,92      | 01,43          | nordwestlich Morschheims              | 252-112   |
| Hahlbach                                               | links  | 1,11       | 1,56      | 01,81          | nordnordwestlich Morschheims          | 252-12    |
| Gersborn                                               | links  | 2,46       | 2,05      | 04,71          | in Mauchenheim                        | 252-14    |
| Steinbach                                              | links  | 3,38       | 12,060    | 08,05          | östlich Weinheims                     | 252-16    |
| Talgraben                                              | links  | 1,48       | 0,78      | 12,64          | im Osten Alzeys                       | 252-18    |
| Weidas                                                 | rechts | 11,070     | 36,810    | 15,00          | unterhalb Alzeys                      | 252-2     |
| Framersheimer Bach                                     | rechts | 2,69       | 1,66      | 15,77          | nordwestlich Framersheims             | 252-32    |
| Haaggraben                                             | rechts | 5,26       | 19,860    | 18,82          | gegenüber Gau-Odernheims              | 252-34    |
| Heimersheimer Bach                                     | links  | 10,160     | 24,870    | 21,46          | gegenüber Biebelnheims                | 252-4     |
| Bach vom Petersberg (auch Engelborn genannt)           | rechts | 1,26       | 0,99      | 23,11          | unmittelbar unterhalb Bechtolsheims   | 252-5112  |
| Dolgesheimer Flutgraben                                | rechts | 3,96       | 7,08      | 24,54          | unterhalb Bechtolsheims               | 252-512   |
| Weinolsheimer Flutgraben                               | rechts | 3,21       | 5,35      | 25,92          | zwischen Bechtolsheim und Friesenheim | 252-52    |
| Talgraben                                              | links  | 3,48       | 5,87      | 27,18          | oberhalb Friesenheims                 | 252-532   |
| Dalheimer Flutgraben                                   | rechts | 4,95       | 9,95      | 28,62          | in Friesenheim                        | 252-54    |
| Goldbach                                               | links  | 6,24       | 14,850    | 29,65          | bei Undenheim                         | 252-552   |
| Irrgraben                                              | rechts | 0,32       | 2,18      | 30,21          | Köngernheim                           | 252-5532  |
| Reizengalgenbach (Mörtelgraben)                        | rechts | 1,11       | 1,73      | 32,12          | unmittelbar oberhalb Selzens          | 252-554   |
| Langenbacher Graben (Schlaggraben)                     | rechts | 0,97       | 1,82      | 32,45          | Selzen                                | 252-55992 |
| Sandgraben                                             | rechts | 1,75       | 2,25      | 33,22          | gegenüber Hahnheim                    | 252-55994 |
| Schornsheimer Graben                                   | links  | 5,76       | 6,52      | 34,23          | unterhalb Hahnheims                   | 252-56    |
| Bach vom Wahlheimer Hof                                | rechts | 1,86       | 1,78      | 34,64          | unterhalb Hahnheims                   | 252-5712  |
| Wilhelmsgrundbach (Udenheimer Graben)                  | links  | 4,24       | 5,35      | 35,09          | unterhalb Hahnheims                   | 252-572   |
| Ölgraben                                               | links  | 0,88       | 0,47      | 36,42          | südlich Sörgenlochs                   | 252-5792  |
| Udenheimer Bach                                        | links  | 3,02       | 3,34      | 37,20          | östlich Udenheims                     | 252-58    |
| Saulheimer Bach                                        | links  | 8,63       | 24,360    | 40,75          | oberhalb Nieder-Olms                  | 252-6     |
| Haybach                                                | rechts | 3,21       | 8,31      | 43,39          | unterhalb Nieder-Olms                 | 252-72    |
| Essenheimer Bach                                       | rechts | 2,44       | 5,07      | 44,65          | südöstlich Essenheims                 | 252-74    |
| Saubach                                                | links  | 6,58       | 21,490    | 48,65          | in Stadecken-Elsheim                  | 252-8     |
| Effengraben                                            | rechts | 1,79       | 2,42      | 49,33          | Stadecken-Elsheim                     | 252-9     |
| Engelstädter Bach (Engelstädter Graben)                | links  | 2,96       | 5,41      | 51,30          | oberhalb Schwabenheims                | 252-92    |
| Schwabenheimer Bach (Schwabenheimer Graben)            | rechts | 2,56       | 10,720    | 52,98          | in Schwabenheim                       | 252-94    |
| Großwinternheimer Bach (Wassergraben Schloßbergstraße) | rechts | 1,54       | 2,14      | 55,02          | Großwinternheim                       | 252-96    |
| Quelle in der Sauerde                                  | links  | 0,88       | 0,15      | 55,22          |                                       | 252-972   |
| Quelle im Entenpfuhl                                   | links  | 0,88       | 0,70      | 55,74          |                                       | 252-976   |
| Quelle im Eschloch                                     | rechts | 0,28       | 0,33      | 56,14          |                                       | 252-978   |
| Bach von der Ingelheimer Döll (Wasserrose)             | rechts | 1,55       | 2,79      | 56,41          | oberhalb Ingelheims                   | 252-98    |
| Quelle am oberen Rheinweg                              | links  | 0,27       | 0,36      | 56,79          | oberhalb Ingelheims                   | 252-99112 |
| Quelle an der Floßwiese                                | rechts | 0,14       | 1,02      | 56,94          | oberhalb Ingelheims                   | 252-99114 |
| Quelle große Wiese                                     | links  | 0,22       | 0,26      | 59,14          | Ingelheim-Süd                         | 252-99192 |
| Münzengraben                                           | rechts | 3,60       | 8,02      | 62,25          | unterhalb Ingelheims                  | 252-992   |
| Alte Sandlach                                          | rechts | 2,82       | 0,55      | 62,51          | unterhalb Ingelheims                  | 252-994   |

### Angrenzende Erhebungen
Auf ihrem Weg durch Rheinhessen fließt die Selz unterhalb Alzeys jeweils an diversen rechtsseitig gelegenen Erhebungen des nördlichen Rheinhessischen Tafel- und Hügellands vorbei, die 100 bis 150 m über das Niveau der Talaue hinausragen und von denen einige Teil der Wasserscheide zwischen der Selz und dem 10 bis 16 km östlich vorbeifließenden Rhein sind. Dazu gehören:
- Petersberg (245,6 m) zwischen Gau-Odernheim und Bechtolsheim
- Selzer Berg (237,1 m) zwischen Selzen und Sörgenloch
- Mühlberg (242,9 m) zwischen Mainz-Ebersheim und Nieder-Olm
- Mainzer Berg (240,1 m) bei Schwabenheim und Ingelheim-Großwinternheim

### Ortschaften
Von der Quelle bis zur Mündung durchfließt oder passiert die Selz folgende Ortschaften:
- Orbis
- Morschheim
- Mauchenheim
- Alzey-Weinheim
- Alzey
- Framersheim
- Gau-Odernheim
- Biebelnheim
- Bechtolsheim
- Friesenheim
- Undenheim
- Köngernheim
- Selzen
- Hahnheim
- Sörgenloch
- Udenheim
- Nieder-Olm
- Essenheim
- Stadecken-Elsheim
- Schwabenheim
- Großwinternheim
- Ingelheim

## Renaturierungen
Seit 1991 realisiert der Selzverband der Landkreise Alzey-Worms und Mainz-Bingen Renaturierungsprojekte auf rund 180 Hektar entlang der Selz. So werden der Fluss und seine Flussauen Stück für Stück renaturiert. Feuchtgebiete wurden angelegt, die Ufer abgeflacht und Sturzbäume eingebracht, damit sich die Selz einen neuen Weg suchen kann. Viele Amphibien, Wasservögel und Insekten können seitdem wieder beobachtet werden.
Begonnen wurde 1991 bis 1993 in Sörgenloch auf einer Länge von 2,4 km und einem Plangebiet von 40 Hektar. Es folgte das Naturschutzgebiet Hahnheimer Bruch mit 50 Hektar. In Friesenheim wurde 2017 rund 18.000 Kubikmeter Retentionsraum geschaffen. Zwischen 2020 und 2021 wurde auf einer Fläche von 18 Hektar das Naturschutzgebiet Im Briehl/Schafwiese zwischen Gau-Odernheim und Bechtolsheim renaturiert.

## Geschichte
Schriftlich belegt ist die Selz im Rahmen der Veroneser Schenkung, mit der am 14. Juni 983 Kaiser Otto II. in Verona seinem Erzkanzler, dem Mainzer Erzbischof Willigis, die Stadt Bingen und die zugehörige Landschaft schenkte, die „sich diesseits des Rheines von der Brücke über die Selzbach erstreckt bis nach Heimbach, jenseits des Rheines aber von der Stelle, wo das Elzbächlein in denselben fließt, bis zu dem Dörflein Caub.“
1909 wurde bei Zornheim die sogenannte Selztalstellung mit dem Fort Muhl als bedeutende Verteidigungslinie und vorgeschobenes Bollwerk des Deutschen Reiches gegen Frankreich errichtet, da es von hier aus eine Fernsicht von mehr als 30 km über Rheinhessen hinweg gibt.
Am Karfreitag, dem 20. April 1962, trat nach starken Regenfällen die Selz bei Mauchenheim über das Ufer und überschwemmte den unteren Dorfteil. Das Wohnhaus der Anhäuser Mühle stand bis zur Decke unter Wasser und musste abgerissen werden. Auch die Straße nach Alzey wurde dabei derart mit Schlamm überspült, dass der Verlauf nicht mehr erkennbar war.

## Wirtschaftliche Bedeutung

### Brücken
Über die Selz führen 137 Brücken; bei gleichmäßiger Verteilung ließe sich der Wasserlauf alle 460 m überqueren. Die meisten Übergänge sind allerdings nur für den landwirtschaftlichen Verkehr auf den Feldwegen vorgesehen. Straßenbrücken für den allgemeinen Kraftverkehr befinden sich hauptsächlich in oder bei den durchflossenen Orten. Die größte davon ist die Talbrücke Weinheim.

### Mühlen
Von den einst 40 Mühlen an der Selz sind heute die meisten nicht mehr in Betrieb.

## Freizeit und Erholung
Von der Quelle bei Orbis durch Alzey nach Ingelheim am Rhein führt entlang der Selz ein ausgeschilderter Wander- und Radwanderweg, der Selztalweg bzw. Selztal-Radweg. Er verläuft zum Teil auf oder neben den ehemaligen Bahntrassen „Amiche“ (Bahnstrecke Bodenheim–Alzey) und „Zuckerlottche“ (Bahnstrecke Frei-Weinheim–Jugenheim-Partenheim).

## Verwendung in der Kultur
Alexandre Dumas der Ältere lässt seinen Roman Der Ratschluss des Magiers in der Gegend der Selz spielen. In der Einleitung schildert er das Gewässer ausführlich.
| Französischer Originaltext: Introduction I – Le mont Tonnerre Sur la rive gauche du Rhin, à quelques lieues de la ville impériale de Worms, vers l’endroit où prend sa source la petite rivière de Selz, commencent les premiers chaînons de plusieurs montagnes dont les croupes hérissées paraissent s’enfuir vers le nord, comme un troupeau de buffles effrayés qui disparaîtrait dans la brume. […] […] Seule au milieu de ce silence, la petite rivière dont nous avons déjà parlé, le Selzbach, comme on l’appelle dans le pays, poursuit son cours mystérieux sous les sapins de la rive; et quoique ni jour ni nuit ne l’arrêtent, car il faut qu’elle se jette dans le Rhin qui est son éternité à elle, quoique rien ne l’arrête, disons-nous, le sable de son lit est si frais, ses roseaux sont si flexibles, ses roches si bien ouatées de mousses et de saxifrages, que pas un de ses flots ne bruit de Morsheim, où elle commence, jusqu’à Freiwenheim, où elle finit. […] |  | Deutsche Übersetzung:[15] Einführung I – Der Donnersberg Oberhalb des linken Rheinufers, etliche Meilen von der Kaiserstadt Worms entfernt in der Richtung, wo das Flüsschen Selz entspringt, beginnen die Vorhügelketten mehrerer Gebirgszüge, deren schroffe Gipfel nach Norden hin zu fliehen scheinen wie eine Herde aufgeschreckter Büffel, die im Nebel verschwindet. […] […] Mitten in dieser Stille nimmt das Flüsschen, von dem wir schon gesprochen haben, der Selzbach, wie er hierzulande genannt wird, seinen geheimnisvollen Lauf unter den Tannen an seinem Ufer; und obwohl es Tag und Nacht kein Halten gibt, weil die Selz, wie es ihre ewige Bestimmung ist, sich in den Rhein ergießen muss, obwohl nichts sie aufhält, wie gesagt, ist der Sand in ihrem Bachbett so frisch, sind die Schilfhalme so biegsam, sind ihre Felsen derart gepolstert mit Moos und Steinbrech, dass nicht eines ihrer Strömungsgeräusche bis nach Morschheim zu hören ist, wo sie beginnt, oder bis nach Freiweinheim, wo sie endet. […] |